# Ploskyj Potik
Ploskyj Potik (ukrajinsky Плоский Потік, maďarsky Pataktanya) je vesnice ve vesnické komunitě Poljana v Mukačevském okrese Zakarpatské oblasti Ukrajiny. V roce 2001 zde žilo 269 obyvatel.

## Historie
Osada, která se v roce 1600 objevila na místě těžby dřeva, byla součást mukačevského panství, jmenovala se Korňanský Potok a byl v ní jeden dům. V roce 1839, kdy ves byla součástí Uherska, zde na 15 pozemcích žilo 90 obyvatel. V roce 1921, kdy ves byla součástí Československa, zde ve 20 domech žilo 130 obyvatel, 107 z nich bylo negramotných.